# داميان باريس
داميان باريس (بالإسبانية: Damián Paris)‏ هو لاعب كرة قدم أرجنتيني، ولد في 21 نوفمبر 1990. لعب مع Naval de Talcahuano ‏.

## وصلات خارجية
- داميان باريس على موقع قاعدة بيانات كرة القدم.إي يو (الإنجليزية)
- داميان باريس على موقع Soccerway.com (الإنجليزية)